# Lynchburg (Virginia)
Lynchburg (oficialmente como City of Lynchburg), fundada en 1757, es una de las 39 ciudades independientes del estado estadounidense de Virginia. En el año 2009, la ciudad tenía una población de 73,933 habitantes y una densidad poblacional de 510.2 personas por km². Para propósitos censales la Oficina de Análisis Económico combina a la Ciudad de Lynchburg con el condado de Amherst, condado de Appomattox, condado de Bedford, condado de Campbell y la Ciudad de Bedford.

## Geografía
Según la Oficina del Censo, la ciudad tiene un área total de 128,9 km² (49,8 mi²), de la cual 127,9 km² (49,4 mi²) es tierra y 1 km² (0,4 mi²) (0.74%) es agua.

## Historia
Después de la toma de Richmond por las tropas de la Unión el 3 de abril de 1865, sirvió brevemente de capital estatal, hasta su rendición el 12 de abril.

## Demografía
Según el Censo de 2000, había 65,269 personas, 25,477 hogares y 15,591 familias residiendo en la localidad. La densidad de población era de 510.2 hab./km². Había 27,640 viviendas con una densidad media de 216.1 viviendas/km². El 67.2% de los habitantes eran blancos, el 28.5% afroamericanos, el 0.2% amerindios, el 1.09% asiáticos, el 0.04% isleños del Pacífico, el 0.63% de otras razas y el 1.70% pertenecía a dos o más razas. El 1.80% de la población eran hispanos o latinos de cualquier raza.
Los ingresos medios por hogar en la localidad eran de $48,200, y los ingresos medios por familia eran $40,844. Los hombres tenían unos ingresos medios de $31,390 frente a los $22,431 para las mujeres. La renta per cápita para el condado era de $18,263. Alrededor del 15.9% de la población estaban por debajo del umbral de pobreza.

## Educación
Lynchburg es sede de varias instituciones educativas, como la Liberty University.